# Les Houches
Les Houches ist eine französische Gemeinde mit 3.529 Einwohnern (Stand: 1. Januar 2022) im Département Haute-Savoie in der Region Auvergne-Rhône-Alpes.

## Geographie
Les Houches liegt auf 1008 m, westlich von Chamonix-Mont-Blanc, etwa 60 Kilometer südöstlich der Stadt Genf (Luftlinie). Das Dorf erstreckt sich in einem Talkessel der Arve in den Savoyer Alpen am Nordfuß des Mont Blanc.
Die Fläche des 43,07 km² großen Gemeindegebiets umfasst einen Abschnitt des oberen Arvetals. Von Osten nach Westen wird das Gebiet von der Arve in einem mehr oder weniger breiten Tal durchquert. Unterhalb von Les Houches zeichnet die Arve einen Bogen und fließt nun nach Nordnordwesten durch ein schluchtartig eingesenktes Tal. Nördlich des Arvetals reicht das Gemeindeareal auf die Aiguillette des Houches (2285 m), welche den südwestlichen Abschluss des Massif des Aiguilles Rouges bildet, und in die tief eingeschnittene Schlucht der Diosaz (rechter Seitenfluss der Arve). 
Am westlichen Talhang befinden sich die Geländeterrassen von Vaudagne und Les Chavants. Die Grenze verläuft im Bereich der Höhe von Le Prarion und Col de Voza. Nach Süden erstreckt sich der Gemeindeboden über die steilen und von verschiedenen Erosionstälern durchfurchten Hänge des Mont-Blanc-Massivs bis auf den eisbedeckten Gipfel des Dôme du Goûter, auf dem mit 4304 m die höchste Erhebung von Les Houches erreicht wird. Die östliche Grenze bildet dabei der Glacier de Taconnaz.
Zu Les Houches gehören neben dem eigentlichen Ortskern auch verschiedene Weiler- und Feriensiedlungen sowie Gehöfte, darunter:
- Le Lac (810 m) im Talkessel von Servoz
- Vaudagne (1050 m) am Hang westlich der Arve
- Les Chavants (1040 m) auf einer Terrasse am westlichen Talhang der Arve
- Le Bettey (1400 m) auf einem Geländevorsprung am Südwesthang der Aiguillette des Houches
- La Griaz (991 m) im Tal der Arve
- Le Bourgeat (999 m) im Tal der Arve
- Le Pont (1040 m) auf dem Schuttkegel des Wildbachs Bourgeat am südlichen Talhang der Arve
- Taconnaz (1046 m) auf dem Schuttkegel des Wildbaches, der dem Glacier de Taconnaz entfließt

Nachbargemeinden von Les Houches sind Servoz im Norden, Chamonix-Mont-Blanc im Osten sowie Saint-Gervais-les-Bains im Westen.

## Geschichte
Im Mittelalter gehörte Les Houches zum Gebiet der Herren von Faucigny. Auf Veranlassung von Béatrice de Faucigny wurde im 13. Jahrhundert das Château de Saint-Michel erbaut. Als Teil der Dauphiné gelangte der Ort 1349 an Frankreich, wurde aber im Vertrag von Paris 1355 in einem Länderabtausch an die Grafen von Savoyen abgegeben. Danach teilte Les Houches das Schicksal Savoyens. Die Gemeinde wechselte 1864 vom Kanton Saint-Gervais-les-Bains zum Kanton Chamonix-Mont-Blanc. Die beiden Wahlkreise (Kantone) wurden 2015 zusammengelegt.

## Sehenswürdigkeiten
Die Kirche Saint-Jean-Baptiste wurde 1734 im Stil des Barock erbaut. Erwähnenswert sind auch die Kapellen von Vaudagne (17. Jahrhundert), Notre-Dame-du-Lac, Fouilly und Le Pont (alle aus dem 19. Jahrhundert). Auf dem Roc d’Oran, einem Felsvorsprung am nördlichen Talhang der Arve, steht eine 25 Meter hohe Christus-Statue, die 1933–1934 errichtet wurde. Von der ehemaligen Burg Saint-Michel aus dem 13. Jahrhundert sind Ruinen erhalten. In den Weilern findet man zahlreiche Bauernhäuser im traditionellen Baustil. Der Parc animalier de Merlet befindet sich auf einer Höhe von 1500 Metern.

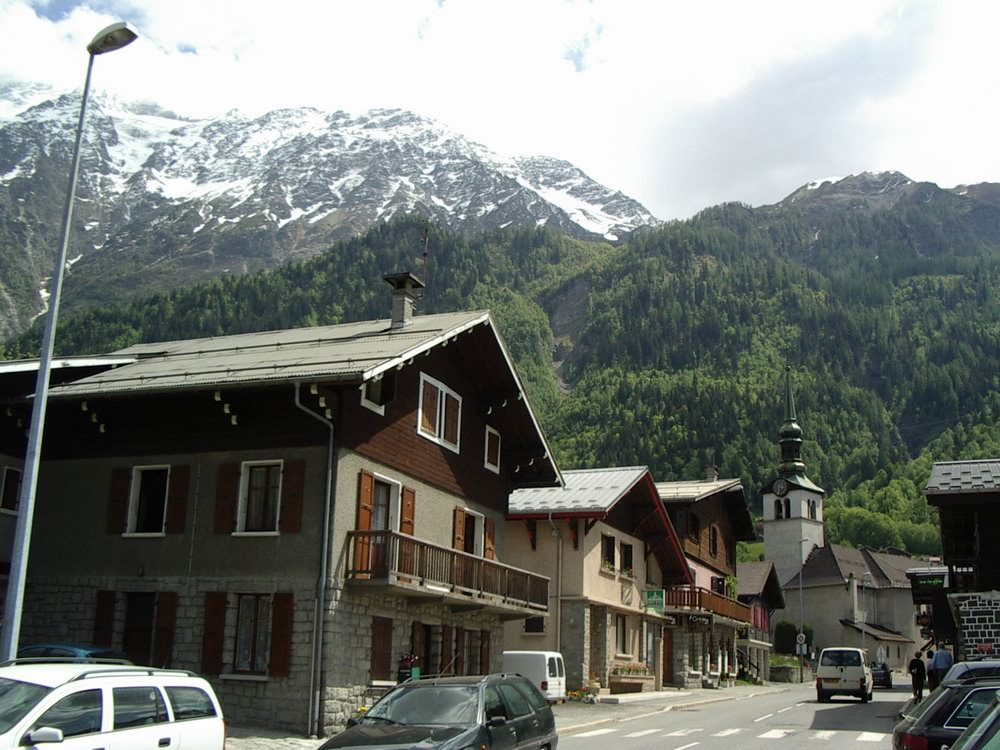
Dorfstraße mit Blick zur Kirche Saint-Jean-Baptiste
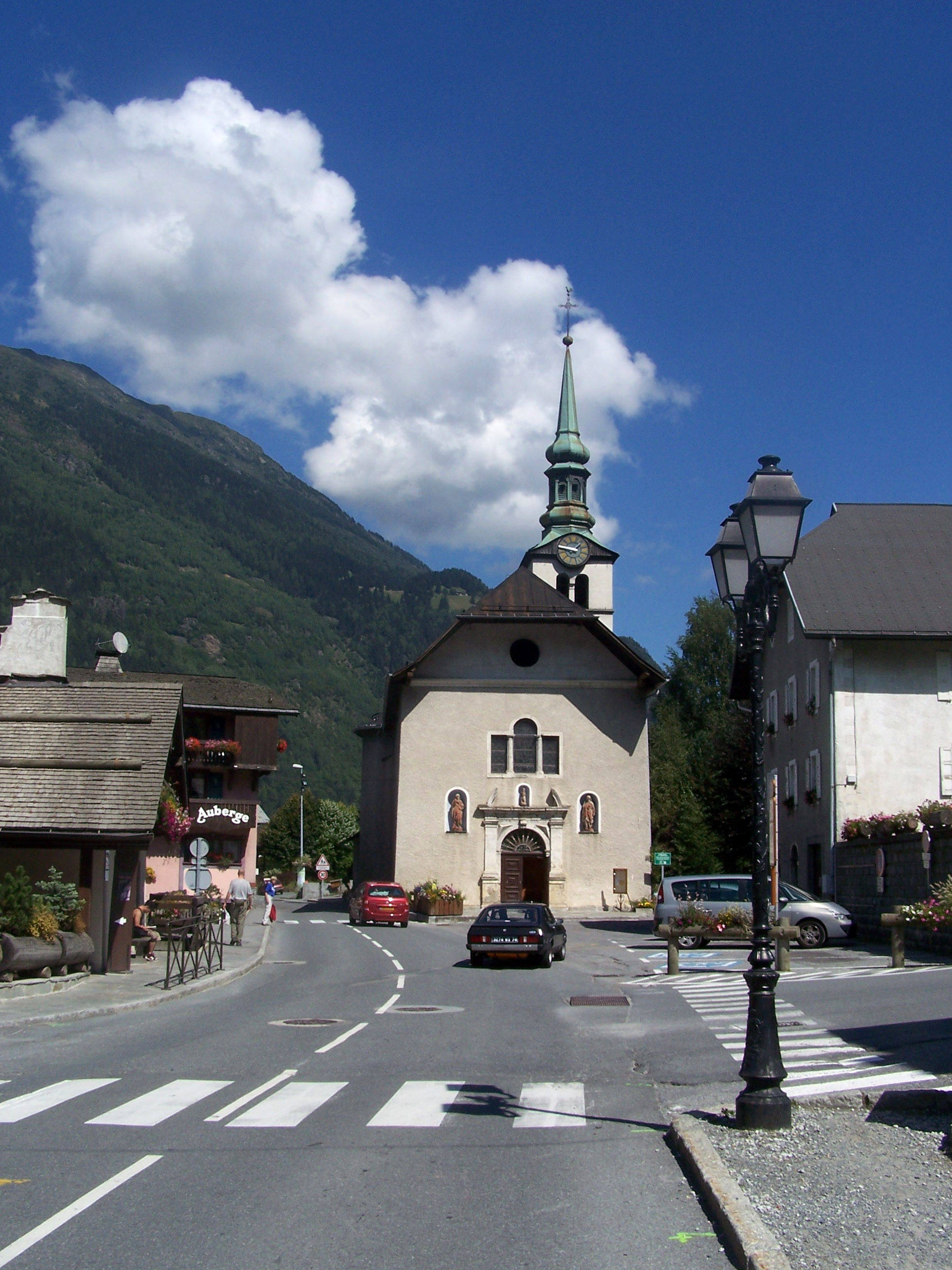
Kirche Saint-Jean-Baptiste
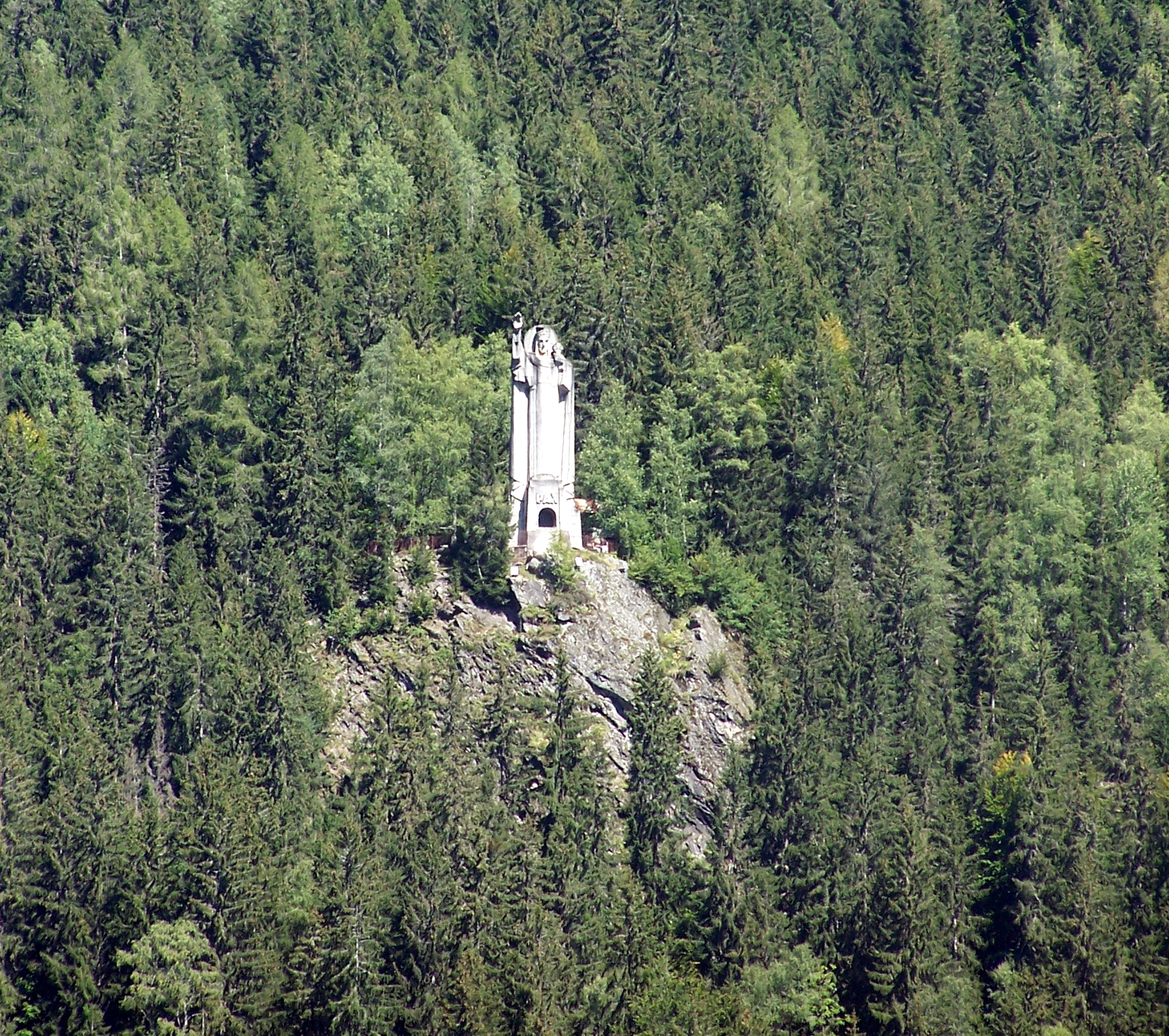
Christusstatue

## Bevölkerung
| Jahr                       | 1962 | 1968 | 1975 | 1982 | 1990 | 1999 | 2006 | 2011 | 2020 |
| Einwohner                  | 1186 | 1243 | 1474 | 1766 | 1947 | 2706 | 3037 | 2985 | 3177 |
| Quellen: Cassini und INSEE |      |      |      |      |      |      |      |      |      |

Mit 3529 Einwohnern (Stand 1. Januar 2022) gehört Les Houches zu den mittelgroßen Gemeinden des Départements Haute-Savoie. Im Verlauf des 20. Jahrhunderts nahm die Einwohnerzahl aufgrund starker Abwanderung kontinuierlich ab (1901 wurden in Les Houches noch 2069 Einwohner gezählt). Seit Beginn der 1970er Jahre und insbesondere während der 1990er Jahre wurde dank der Nähe zu Chamonix wieder eine deutliche Bevölkerungszunahme verzeichnet.

## Wirtschaft und Infrastruktur
Les Houches war bis weit ins 20. Jahrhundert hinein ein vorwiegend durch die Landwirtschaft geprägtes Dorf. Daneben spielte auch der Bergbau auf Kupfer und Asphalt eine gewisse Rolle. Heute gibt es verschiedene Betriebe des Kleingewerbes. Viele Erwerbstätige sind Wegpendler, die in den größeren Ortschaften der Umgebung ihrer Arbeit nachgehen. In den letzten Jahrzehnten hat sich Les Houches zu einem wichtigen Ferienort entwickelt. Die Gemeinde ist hauptsächlich auf den Wintertourismus spezialisiert. Verschiedene Bergbahnen und Skilifte erschließen die Hänge am Nordfuß des Mont Blanc. Über die Bergbahnen besteht auch eine Verbindung mit der Tramway du Mont-Blanc. Die im Rahmen des Alpinen Skiweltcups sporadisch stattfindenden Arlberg-Kandahar-Rennen von Chamonix werden im Skigebiet von Les Houches ausgetragen.
Die Ortschaft ist verkehrsmäßig sehr gut erschlossen. Sie liegt etwas oberhalb der vierspurigen Hauptstraße N205, die von Annemasse nach Chamonix führt. Les Houches besitzt einen Bahnhof an der Bahnstrecke Saint-Gervais–Vallorcine.